# Othnielosaurus
Othnielosaurus là một chi khủng long, được Galton mô tả khoa học năm 2006.